# دوز بیلیجی
دوز بیلیجی (به لاتین: Düz Bilici) یک منطقه مسکونی در جمهوری آذربایجان است که در شهرستان شابران واقع شده است. دوز بیلیجی ۲۷۰ نفر جمعیت دارد.